# Jelení jezírko
Jelení jezírko je splavovací nádrž, která sloužila ke zlepšení stavu vody ve Schwarzenberském plavebním kanále. Nachází se 1,5 km od vesnice Jelení v nadmořské výšce 945 m.

## Vodní režim
Odtok vody zajišťuje tzv. Jelení smyk do Schwarzenberského plavebního kanálu a Jezerního potoka v povodí Vltavy.

## Přístup
Přístup je možný po žluté turistické značce tzv. Medvědí stezce z Jelení, po které je možné pokračovat až do železniční stanice Ovesná.

## Historie
Bylo vybudováno v roce 1835. Jeho naplnění trvalo 10 dní. Maximální odtok činil 0,4 m³/s. Jezírko, jehož objem činil 9000 m³, tak bylo vypuštěno za 5 hodin.